# 伊藤さくら
伊藤 さくら（いとう さくら、1980年6月19日 - ）は日本のシンガーソングライター。ガールズバンド『new STYLE』のメンバー。

## 人物
『心のお薬シンガー』というキャッチフレーズがある。

父と母と姉が一人の4人家族。

妹として育ったために妹気質が強く妹ポジションを好む。

子供のころから歌う事が好きで歌手にあこがれるも、人見知りで人の陰に隠れることを好んでいた。

高校時代にオーディションを受けはじめ文化放送のラジオ出演や雑誌の読者モデルとして活動を始める。

高校卒業後に大手企業へ入社し正社員として11年間OLとして勤務する。

仕事に追われる中で夢を諦めかけていたが、最後のチャンスだと思い応募したオーディションに合格し、養成所へ通い始める。

キラキラしたステージに立つ先輩に刺激を受け、次第に夢を抱き、音楽で生きていく覚悟を決め両親に許しを得、会社を退職する。

初ステージは26歳。人より遅いスタートだったが、見た目年齢が低かったため本人も周りもあまりそのこと感じていなかった。

養成所のボイストレーニングに通っていたが音楽は独学。

音感の良さとキャッチ―なメロディーを作るのが得意。

「私の歌で誰かの心を支えたい、お薬のようになりたい」と思うようになり、人の心に寄り添うような曲作りを始める。

2019年にウエディングドレスでチャペルライブの出演が決まりダイエットにチャレンジ。

持ち前のストイックさを発揮し3か月で10Kgの減量に成功する。

2020年に自身が40歳であることをカミングアウトし周囲を驚かせた。

2021年に一般社団法人全日本晴れ男・晴れ女協会にて公式晴れ女として認定される。

誤字脱字が開花され、人々に数々の謎を与える。

2023年8月に自身の公式SNSで一般人との結婚を発表し数々のネットニュースなどで記事が掲載された。

2024年3月にファンネームが「さくら部」に決まる。

## 経歴
2006.05　初ライブステージ 六本木Y2K

2008.06　ファーストワンマンライブを開催 天窓Comfort

2009.08　miniアルバム『7days Supple』全国デビュー

2011.02　miniアルバム「Treasure」リリース　同時レコ発ワンマンライブ開催100人動員。渋谷Mikly Way

2012.01　読者モデルanan総研として活動（雑誌出演）

2012.06　バースデーワンマンライブ開催 100人動員。 渋谷Mikly Way

2013.06　自身初となるガールズバンド「new STYLE」を結成

2013.09　音楽バトル ストリート甲子園優勝 南関東144アーティストの中で優勝を果たす。

2014.03　エフエム世田谷 『伊藤さくらの東京音実劇場』レギュラー番組 メインパーソナリティを務める。

2014～ 　大阪．名古屋進出　

2014.04　YOUテレビ『My You！』エンディングテーマを担当

2014.06　江崎グリコ 大人AKBオーディション ファイナル出場　

2014.06　7度目のワンマンライブ開催 140人動員。 新宿RUIDO K-4

2014.06　1st フルアルバム「RED OR BLACK」全国リリース

2015.11　映画「風はいつもそばに」主題歌担当](須賀健太・吉田栄作出演)

2015.06　マキシシングル「My Way」リリース

2015.06　レコ発ライブをCLUB CITTA’ で行う。対バンライブで100人以上動員させる。

2016.05　マウントレーニアホールにて300人規模のライブを開催、満員御礼で大成功を収める。

2016.05　ミニアルバム「Anniversary」全国リリース

2016.12　マキシシングル「Single Collection」リリース　タワーレコード渋谷店ウィークリーチャート1位獲得

2017.06　ミニアルバム「Puzzle」「ピース」2枚同時リリース『Puzzle』タワーレコードデイリーチャート6位『ピース』タワーレコードデイリーチャート14位

2018.06　渋谷O-WESTにてワンマンライブ満員御礼

2018.06　マキシシングル『月の光』リリース タワーレコード渋谷店デイリーチャート1位獲得 オリコンデイリーチャート27位 オリコンウィークリーチャート19位獲得

2019.06　マキシシングル『BKY』リリース オリコンデイリーチャート14位を獲得

2020.08　マイナビBLITZ赤坂にて無観客配信ワンマンを開催 1週間前告知にもかかわらず高視聴率を獲得

※このライブで自身が40歳であることを公表。ファンに衝撃を与えた。

2021.03　武井壮がアンバサダーを務める全国老人福祉施設協議会「介護作文・フォトコンテスト」のテーマソングと歌詞を担当

2021.06　テレビ朝日 高田純次出演番組『じゅん散歩』6･7月度エンディングテーマに決定

2021.06　一般社団法人 全日本晴れ男・晴れ女協会の晴れ女に公式認定

2022.06　TOKYO MX　『MUSIC B.B.』6月度エンディングテーマに決定

2022.06　テレビ朝日　渋谷凪咲×ハリウッドザコシショウ出演番組『凪咲とザコシ』6月度エンディングテーマに決定

2022.06　TBS　『開運音楽堂』6月25日　AnswerのMVが放送決定

2023.08　TBS 『王様のブランチ』８月度エンディングテーマに決定

2024.05　ABCテレビ「Music House」5月度エンディングアーティストに決定

## ライブ履歴
| 日付       | 場所                                  |                          | タイトル                               |
| ---------- | ------------------------------------- | ------------------------ | -------------------------------------- |
| 2006.05.17 | 六本木Y2K                             | ファーストライブ         |                                        |
| 2008.06.14 | 天窓Comfort                           | ファーストワンマンライブ | Miracle Party                          |
| 2009.06.14 | NAVAJO COYOTE                         | バースデーワンマンライブ | Miracle Party                          |
| 2010.06.20 | FREUDE                                | バースデーワンマンライブ | Miracle Party                          |
| 2011.06.19 | 赤坂GRAFFITI                          | バースデーワンマンライブ | Miracle Party                          |
| 2012.06.17 | 渋谷Milky Way                         | バースデーワンマンライブ | Miracle Party～秘密のおまじない～      |
| 2013.06.16 | 赤坂GRAFFITI                          | バースデーワンマンライブ | Miracle Party～時が奏でるメロディ～    |
| 2014.06.15 | 新宿RUIDO K4                          | バースデーワンマンライブ | Miracle Party～RED OR BLACK～          |
| 2015.06.21 | 西新宿Navi Cafe                       | バースデーワンマンライブ | Miracle Party～My Way～                |
| 2016.05.06 | マウントレーニアホール                | 10周年記念ワンマン       | Miracle Party～ピリオド～              |
| 2017.06.18 | 東京音実劇場                          | バースデーワンマンライブ | Miracle Party                          |
| 2017.12.16 | 月見ル君想フ                          | X’masワンマンライブ      | Miracle Party～Special X'mas～         |
| 2018.06.10 | 渋谷O-WEST                            | バースデーワンマンライブ | Miracle Party～Change The Future～     |
| 2019.06.16 | 横浜O-SITE                            | バースデーワンマンライブ | Miracle Party～ポジティブシンキング～  |
| 2020.08.16 | マイナビBLITZ赤坂                     | バースデーワンマンライブ | Miracle Party～Original Color～        |
| 2021.05.06 | 東京音実劇場                          | 15周年記念ワンマン       | 15th Anniversary Special Live          |
| 2021.06.19 | 横浜mint hall                         | バースデーワンマンライブ | Miracle Party ～ファンミーティング～   |
| 2022.06.19 | パームス秋葉原店（P.A.R.M.S秋葉原店） | バースデーワンマンライブ | Miracle Party 2022～Answer～           |
| 2023.5.7   | 月見ル君想フ                          | 活動17周年記念ライブ     | Miracle Party 2023〜17th Anniversary〜 |
| 2023.6.24  | 横浜mint hall                         | バースデーワンマンライブ | Miracle Party 2023～僕だけの物語～     |
| 2024.6.16  | GARDEN 三宿 BRANCH                    | バースデーワンマンライブ | Miracle Parrty 2024～Emotional～       |

## リリース
| 発売日     |             | 作品名                             | 価格    | タイアップ/チャート                                                                                       |
| ---------- | ----------- | ---------------------------------- | ------- | --- |
| 2009.08.02 | Mini Album  | 7Days Supple                       | 廃版    | |
| 2011.02.20 | Mini Album  | Treasuer                           | 廃版    | |
| 2012.11.25 | Single      | Special Time/冬のはじまり（2曲入） | 廃版    | 両面ジャケット仕様                                                                                        |
| 2014.06.15 | 1st Album   | RED OR BLACK（12曲入）             | ￥3,000 | |
| 2015.06.18 | Single      | My Way（3曲入）                    | ￥1,500 | |
| 2016.05.07 | Mini Album  | Anniversary（8曲入）               | ￥2,000 | |
| 2016.12.11 | Maxi Single | Single Collection（4曲入）         | ￥1,500 | タワーレコード渋谷店 ウィークリーチャート1位                                                              |
| 2017.06.26 | Mini Album  | Puzzle（6曲入）                    | ￥2,000 | タワーレコード渋谷店デイリーチャート6位                                                                   |
| 2017.06.26 | Mini Album  | ピース（6曲入）                    | ￥2,000 | タワーレコード渋谷店デイリーチャート14位                                                                  |
| 2018.06.07 | Single      | 月の光（3曲入）                    | ￥1,000 | タワーレコード渋谷店デイリーチャート1位 オリコンデイリーチャート27位 ウィークリーチャート19位             |
| 2018.12.06 | Maxi Single | Winter Song Collection（4曲入）    | ￥1,500 | ライブ会場限定販売                                                                                        |
| 2019.06.10 | Maxi Single | BKY（4曲入）                       | ￥1,000 | オリコンデイリーチャート14位                                                                              |
| 2019.10.01 | Maxi Single | 楽曲総選挙CD（44曲入）             | ￥2,000 | ライブ会場限定販売（廃版） 今までリリースしたCDの中から45曲をエントリー                                   |
| 2020.06.19 | Best Album  | SakuRa Collection（14曲入）        | ￥3,000 | |
| 2021.05.07 | Mini Album  | Kioku（6曲入）                     | ￥1,500 | |
| 2021.06.11 | Maxi Single | Limiter（4曲入）                   | ￥1,500 | テレビ朝日 じゅん散歩 6･7月度エンディングテーマ オリコンデイリー29位 インディーズウイークリー9位          |
| 2021.06.17 | Compilation | Link（11曲入）                     | ￥2,200 | コンピレーションアルバム参加                                                                              |
| 2022.06.19 | Maxi Single | Answer（4曲入）                    | ￥1,500 | テレビ朝日 テレビ朝日 凪咲とザコシ 6月度エンディングテーマ TOKYO MX「MUSIC B.B. 」6月度エンディングテーマ |
| 2023.6.24  | Single      | 僕だけの物語（2曲入）              | ￥1,000 | TBS 王様のブランチ８月度エンディングテーマ                                                                |
| 2024.3.9   | Maxi Single | Spring Collection（5曲入)          | ¥2,000  | ライブ会場限定発売                                                                                        |
| 2024.5.4   | Single      | 天華統一（２曲入）                 | ￥1,000 | ABCテレビ Music House 5月度エンディングテーマ                                                             |
| 2024.6.16  | Full ALBUM  | Emotional（14曲入）                | ￥3,000 | |

## メディア出演
TV
- TVKテレビ神奈川「ありがとッ！」（2012.8）
- YOUテレビ『My You！』エンディングテーマ（2014.4～）
- TVK 猫のひたいほどワイド（2020.5.14）
- テレビ朝日『じゅん散歩』2021年6･7月度エンディングテーマ
- TOKYO MX『MUSIC B.B.』2022年6月度エンディングテーマ
- テレビ朝日『凪咲とザコシ』2022年6月度エンディングテーマ
- TBS『開運音楽堂』Answer MV放送（2022.6.25）
- TBS『開運音楽堂』僕だけの物語 MV放送（2023.7.15）
- TBS『王様のブランチ』2023.8月度エンディングテーマ
- TBS『開運音楽堂』ゲスト出演[22]
- ABCテレビ『Music House』2024.5月度エンディングアーティスト

RADIO
- エフエム世田谷『伊藤さくらのラジオ東京音実劇場』(2014.3～2014.5)
- 渋谷クロスFM『渋谷DEもっさんタイム』サブパーソナリティ(2016.1～2019.6)
- FMIS『歌女』メインパーソナリティ(2019.4～2020.3)
- TBSラジオ『MUSIX』Answerオンエア
- TBSラジオ『MUSIX』僕だけの物語オンエア（2023.7.17）

### 舞台
- 東京AZAЯSHI団 準備ヨシ！[23] MARIMO役（2011.4.5～10）
- ショートオムニバス演劇企画 Short Show Shot!? presents「Short Show Shot!?-the 5th.Shot!?」3作品出演（2017.10.20～21）

- ショートオムニバス演劇企画 Short Show Shot!? presents「The朗読 P-1 ～第一夜・第二夜～」3作品出演（2021.7.9～10）

### 街頭ビジョン
- 109フォーラムビジョン Answer MV放映[24]